# 纳斯尔丁·霍加墓
纳斯列丁·霍加墓是位于土耳其科尼亚阿克谢希尔的一座陵墓，墓主人为纳斯列丁·霍加。

## 历史
1284年，纳斯列丁·霍加在阿克谢希尔去世，并在当地安葬。该陵墓据信是安纳托利亚侯国时期修建的，由两个相交的天盖构成。1878年，墓被12柱锥顶圆亭覆盖。其后不时修缮，1906年科尼亚瓦利法伊克贝伊（Faik Bey）就曾修缮过该墓。